# Бебе (футболист)
Тиа́гу Мануэ́л Ди́аш Корре́я (порт. Tiago Manuel Dias Correia; родился 12 июня 1990, Агуалва-Касен, Португалия), более известный как Бебе (порт. Bébé) — португальский и кабо-вердинский футболист, нападающий и крайний полузащитник испанского клуба «Расинг Ферроль» и сборной Кабо-Верде.

## Ранние годы
Бебе — сын иммигрантов из Кабо-Верде. Он был оставлен своими родителями в раннем возрасте и воспитывался бабушкой до 12 лет в пригороде Лиссабона. Позже, он переехал в приют в 20 километрах от Лиссабона. Во время пребывания в приюте, Бебе был приглашён на Европейский фестиваль уличного футбола в боснийском городе Фоча. Несмотря на то, что Бебе забил четыре гола в шести матчах, его команда не достигла больших успехов на фестивале. Футболиста рассматривали в качестве кандидата на место в национальной сборной среди бездомных, однако приглашения он так и не получил.

## Клубная карьера

### Начало карьеры
Ранее выступавший за любительскую команду «Лоуреш», летом 2009 года Бебе подписал контракт с клубом из португальской Сегунды «Эштрела». Считавшийся звездным игроком клуба, футболист завершил сезон с четырьмя голами в 26 матчах. «Эштрела» столкнулась с финансовыми проблемами и предложила игроку отправиться в другие лиги Европы за 125 тыс. фунтов стерлингов, но желающих не нашлось. Бебе был бесплатно предложен клубу «ПСВ» в мае 2010 года, но голландский клуб отказался, так как не обладал достаточной информацией о футболисте. Финансовые трудности клуба становились серьёзнее, таким образом Бебе перестал получать зарплату и разорвал договор. Летом 2010 года он подписал контракт с клубом «Витория». Сначала контракт подразумевал выплату в размере 3 млн евро, но после выступлений футболиста сумма была увеличена до 9 млн. Он забил пять мячей в шести товарищеских матчах.

### «Манчестер Юнайтед»
11 августа 2010 года, спустя пять недель после подписания контракта с «Виторией», «Манчестер Юнайтед» согласовал трансфер Бебе. Также сообщалось, что футболистом интересовались «Реал Мадрид» и «Бенфика». Алекс Фергюсон встретился с футболистом за день до трансфера после рекомендации Карлуша Кейроша. Официально трансфер был завершен 16 августа, после прохождения медицинского обследования и оформления необходимых документов. На следующий день Бебе был представлен на пресс-конференции вместе с другими новичками клуба Хавьером Эрнандесом и Крисом Смоллингом.
Первое появление на поле в составе «Манчестер Юнайтед» состоялось 22 сентября в матче Кубка Английской лиги со «Сканторп Юнайтед». Бебе появился на поле на 74-й минуте, заменив Пак Чи Сона. 2 октября он дебютировал в Премьер-лиге, заменив Андерсона на 80-й минуте матча с «Сандерлендом». Первым забитым голом Бебе отметился 26 октября в матче четвертого раунда Кубка лиги против «Вулверхэмптон Уондерерс», где «Манчестер Юнайтед» одержал победу со счётом 3:2. 2 ноября Бебе забил в выездном матче Лиги чемпионов с турецким «Бурсаспором». 19 февраля 2011 года футболист отыграл полный матч пятого раунда Кубка Англии с «Кроли Таун».

#### Аренда в «Бешикташ»
16 июня 2011 года турецкий «Бешикташ» подписал контракт с Бебе на правах сезонной аренды с правом выкупа за 2 млн фунтов стерлингов. Бебе получил травму крестообразных связок во время игры за сборную Португалии (до 21) и выбыл на шесть месяцев. После восстановления он впервые появился на поле 26 марта 2012 года в матче Суперлиги с «Истанбул Башакшехир», где заменил Мустафу Пектемека на 76-й минуте. В апреле 2012 года Бебе был исключён из «Бешикташа» за нарушение комендантского часа и отсутствие в расположении клуба.

#### Аренда в «Риу Аве»
После ухода из «Бешикташа» Бебе принял участие в предсезонном турнире в составе «Манчестер Юнайтед», где отметился забитым голом. Однако, он не смог пробиться в основную команду на предстоящий сезон. 27 декабря 2012 года португальский клуб «Риу Аве» подписал с Бебе контракт на правах аренды. 1 января 2013 «Манчестер Юнайтед» подтвердил трансфер игрока.
Первый матч в составе новой команды Бебе провёл 9 января в рамках Кубка португальской лиги с «Маритиму». Там же футболист отметился первым голом, который принёс его команде победу и позволил пройти в следующий раунд турнира. Дебют в чемпионате пришёлся на игру с «Ольяненсе», где футболист появился на поле за 30 минут до конца матча. В следующей игре с «Жил Висенте» Бебе вышел на поле в стартовом составе и получил 80 минут игрового времени, после чего его заменил Ахмед Хасан. Затем он отыграл полный матч против своей бывшей команды «Витории», в котором его команда проиграла со счётом 3:1. Свой второй гол за «Риу Аве» Бебе забил в ворота «Академики», который оказался победным. Позже, Бебе выразил желание остаться в Португалии, так как не получил должной поддержки в Английской лиге.

#### Аренда в «Пасуш де Феррейра»
2 сентября 2013 года был подписан контракт аренды до конца сезона с португальским клубом «Пасуш де Феррейра». Первая игра в составе нового клуба состоялась 14 сентября против «Бенфики». В игре с «Маритиму» 28 сентября Бебе отметился забитым голом, который позволил одержать победу со счётом 4:3. В заключительном матче сезона Бебе забил два мяча в ворота «Академики», но его команда потерпела поражение со счётом 4:2. В матче плей-офф против «Авеша» Бебе также отметился голом, открыв счёт в игре. Футболист завершил сезон с 14 голами.

### «Бенфика»
25 июля 2014 года Бебе подписал контракт с чемпионом Португалии «Бенфикой». 10 августа он помог «Бенфике» одержать победу в Суперкубке Португалии в серии пенальти против «Риу Аве». В чемпионате Бебе дебютировал 21 декабря в игре с «Жил Висенте», заменив Жонаса за 25 минут до конца матча.

#### Аренда в «Кордову»
В начале января 2015 года Бебе был отправлен в аренду в испанский клуб «Кордова» до конца сезона. Впервые в Ла Лиге футболист появился на поле в игре с «Райо Вальекано». За 18 игр Бебе не удалось отличиться забитыми мячами. По итогам сезона «Кордова» покинула Ла Лигу.

#### Аренда в «Райо Вальекано»
10 июля 2015 года футболист присоединился к «Райо Вальекано» на правах аренды. 22 августа Бебе дебютировал в матче с «Валенсией» на стадионе Кампо-де-Вальекас. Первый гол за мадридский клуб он забил 26 сентября в ворота «Севильи». В конце сезона «Райо Вальекано» опустился в Сегунду.

### «Эйбар»
Бебе подписал четырехлетний контракт с испанским клубом «Эйбар» 12 июля 2016 года. 19 августа Бебе дебютировал в игре с «Депортиво Ла-Корунья», а первым голом отметился 24 сентября в победном матче с «Реал Сосьедад». В январе 2018 года Бебе был отдан в аренду «Райо Вальекано» до конца сезона.

### «Райо Вальекано»
31 августа 2018 года Бебе вернулся в «Райо Вальекано» на постоянной основе, заключив контракт на три года. 26 октября 2019 года он получил серьезную травму колена в игре с «Понферрадиной» и выбыл на год. 29 октября 2020 года Бебе вновь появился на поле в матче против клуба «Фуэнлабрада».

#### Аренда в «Реал Сарагоса»
31 января 2023 года Бебе был отдан в аренду команде из Сегунды «Реал Сарагоса» до конца сезона.

## Карьера в сборной
В августе 2010 года был впервые вызван в сборную Португалии до 21 года на отборочные матчи чемпионата Европы 2011 против Англии и Македонии. Он дебютировал в матче со сборной Англии 3 сентября на позиции нападающего, где его команда проиграла со счётом 1:0. В игре с Македонией Бебе забил свой первый мяч за сборную, открыв счёт в матче. 9 августа 2011 года в товарищеской игре со сборной Словакии Бебе получил травму крестообразных связок и выбыл на полгода.
Не имея возможности получить место в составе главной сборной Португалии, в январе 2019 Бебе выразил желание присоединиться к национальной сборной Кабо-Верде. Он рассчитывал сыграть в Кубке африканских наций 2021, но приглашения не получил. 16 марта 2022 года Бебе впервые был вызван в сборную Кабо-Верде. Первое появление на поле в составе сборной состоялось 3 марта 2022 года в товарищеской игре со сборной Гваделупы. Бебе забил мяч в ворота соперников на 50-й минуте, а его команда одержала победу со счётом 2:0.
Был включён в состав сборной Кабо-Верде на Кубок африканских наций 2023.

## Статистика выступлений
| Клуб                       | Сезон            | Лига | Лига | Кубок | Кубок | Кубок лиги | Кубок лиги | Еврокубки | Еврокубки | Другие | Другие | Итого | Итого |
| Клуб                       | Сезон            | Игры | Голы | Игры  | Голы  | Игры       | Голы       | Игры      | Голы      | Игры   | Голы   | Игры  | Голы  |
| -------------------------- | ---------------- | ---- | ---- | ----- | ----- | ---------- | ---------- | --------- | --------- | ------ | ------ | ----- | ----- |
| Эштрела Амадора            | 2009/10          | 26   | 4    | 0     | 0     | -          | -          | -         | -         | -      | -      | 26    | 4     |
| Эштрела Амадора            | Итого            | 26   | 4    | 0     | 0     | 0          | 0          | 0         | 0         | 0      | 0      | 26    | 4     |
| Витория Гимарайнш          | 2010/11          | 0    | 0    | 0     | 0     | -          | -          | -         | -         | -      | -      | 0     | 0     |
| Витория Гимарайнш          | Итого            | 0    | 0    | 0     | 0     | 0          | 0          | 0         | 0         | 0      | 0      | 0     | 0     |
| Манчестер Юнайтед          | 2010/11          | 2    | 0    | 1     | 0     | 3          | 1          | 1         | 1         | 0      | 0      | 7     | 2     |
| Манчестер Юнайтед          | Итого            | 2    | 0    | 1     | 0     | 3          | 1          | 1         | 1         | 0      | 0      | 7     | 2     |
| Бешикташ (аренда)          | 2011/12          | 4    | 0    | 0     | 0     | 0          | 0          | 0         | 0         | 0      | 0      | 4     | 0     |
| Бешикташ (аренда)          | Итого            | 4    | 0    | 0     | 0     | 0          | 0          | 0         | 0         | 0      | 0      | 4     | 0     |
| Риу Аве (аренда)           | 2012/13          | 17   | 1    | 0     | 0     | 2          | 1          | 0         | 0         | 0      | 0      | 19    | 2     |
| Риу Аве (аренда)           | Итого            | 17   | 1    | 0     | 0     | 2          | 1          | 0         | 0         | 0      | 0      | 19    | 2     |
| Пасуш де Феррейра (аренда) | 2013/14          | 27   | 13   | 2     | 1     | 3          | 0          | 5         | 0         | 0      | 0      | 37    | 14    |
| Пасуш де Феррейра (аренда) | Итого            | 27   | 13   | 2     | 1     | 3          | 0          | 5         | 0         | 0      | 0      | 37    | 14    |
| Всего за карьеру           | Всего за карьеру | 76   | 18   | 3     | 1     | 8          | 2          | 6         | 1         | 0      | 0      | 93    | 22    |

## Достижения
- Чемпион Португалии: 2014/15
- Обладатель Суперкубка Португалии: 2014
- Чемпион Сегунды: 2017/18